# Beatrijs
Beatrijs is een Middelnederlandse Marialegende uit de veertiende eeuw. Het enige handschrift waarin de legende overgeleverd is, dateert van kort voor 1374 en wordt bewaard in de Koninklijke Bibliotheek in Den Haag onder signatuur KW 76 E 5. Omdat het oorspronkelijke werk geen titel had, gebruikte W.J.A. Jonckbloet bij zijn publicatie in 1841 de naam van het hoofdpersonage, Beatrijs, benaming die sindsdien algemeen werd overgenomen.
In de middeleeuwen is het verhaal waarschijnlijk niet bijzonder populair geweest aangezien er maar één versie van het verhaal bewaard is gebleven in het luxueuze verzamelhandschrift uit 1374, mogelijk uit het Brusselse. Het verhaal beleefde een literaire triomftocht na zijn herontdekking, met de uitgave van W.J.A. Jonckbloet in 1841.

## Oorsprong
Het Beatrijsverhaal was al langer bekend. De auteur vond inspiratie in de verzameling van de cisterciënzermonnik Caesarius van Heisterbach, die 746 exempelen of mirakelverhalen bevatte. Het Beatrijsverhaal over de verliefde en berouwvolle non werd opgenomen in zijn Dialogus Miraculorum (1223) en Libri Octo Miraculorum (1227), in een Latijnse versie weliswaar. Het was deze versie die aan de basis lag van de talloze vertalingen in de volkstalen met het verhaal van Beatrix. Uit een studie van 1927 door Robert Guiette, blijkt dat van dit mirakelverhaal 54 middeleeuwse versies en 147 latere bewerkingen werden gemaakt. Van die middeleeuwse versies, in de meest diverse talen, zelfs Arabisch, is volgens Guiette de Middelnederlandse versie veruit de mooiste: sans doute la rédaction la plus parfaite du thème (ongetwijfeld de meest volmaakte uitwerking van het thema). Nochtans was de plot van deze verhalen telkens dezelfde, het is de uitwerking van onze Middelnederlandse auteur die duidelijk het verschil maakt. Het feit dat de Middelnederlandse versie ongeveer twintigmaal zoveel woorden bevat als de Latijnse geeft een idee van de inbreng van deze schrijver.

## Inhoud

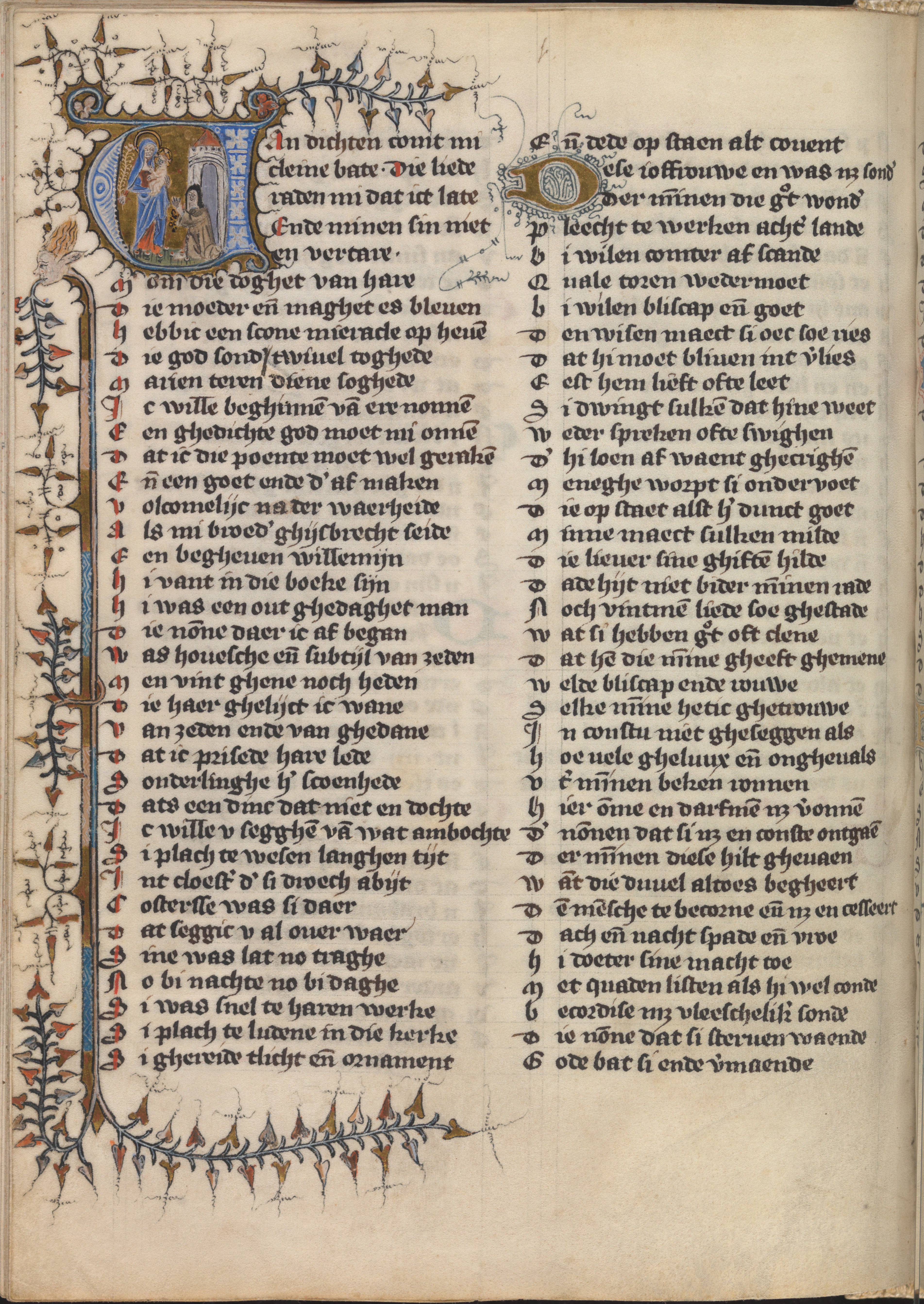
Anoniem handschrift van de Beatrijs uit ca. 1374

Het verhaal van de Beatrijs gebaseerd op een exempel uit de verzameling van Caesarius van Heisterbach werd grondig aangepast door de Middelnederlandse auteur, ook al respecteerde hij het basisschema: uittreding uit het klooster - leven in de wereld - ongemerkte terugkeer.
Onder meer het begin van het verhaal is sterk uitgebreid. Bij Caesarius en anderen gaat het over een vrome non die door de duivel verleid wordt maar bij deze auteur krijgen we een omstandige beschrijving van de oorzaken en motieven. De auteur wijdt meer dan 40 verzen aan de beschrijving van de "minne" en haar gevolgen voor de mens en toont in enkele mooie verzen zijn begrip voor de misstap van de non:
Noch vintmen liede soe ghestade:
Wat si hebben groet oft clene,
Dat hen die minne gheeft ghemene,
Welde, bliscap ende rouwe.
Selke minne hetic ghetrouwe.
In constu niet gheseggen als
Hoe vele gheluux ende onghevals
Uter minnen beken ronnen.
Hier omme en darfmen niet veronnen
Der nonnen, dat si niet en conste ontgaen
Der minnen diese hilt ghevaen,
Beatrijs was dus een jong beeldschoon meisje van goede afkomst (18-24) dat in het klooster trad en daar kosteres was geworden, een taak die ze tot in de perfectie uitvoerde (28-36). Maar ze kan zich haar jeugdliefde niet uit het hoofd zetten en stuurt uiteindelijk een boodschap naar haar vroegere vriend die ze vanaf haar twaalfde kende, lang voor ze in het klooster trad. Hij spoedt zich naar het klooster en krijgt Beatrijs te zien aan het spreekvenster, waar ze afspreken om acht dagen later samen te vluchten. De tijd gekomen, laat Beatrijs midden in de nacht, na de metten, haar habijt en sleutels achter bij het beeld van Maria en begeeft zich in haar onderkleed naar de kloostertuin waar de geliefden elkaar ontmoeten onder de egelantier, van oudsher een symbool voor liefde. De jongeman had voor de gepaste kleding gezorgd: een blauw bovenkleed. Dat Beatrijs een dame van standing was blijkt uit de passage waar ze in de morgen na hun vlucht aan een prachtige bloemenweide voorbij rijden. De jongeman stelt voor om daar te spelen der minne spel, waarop Beatrijs boos en verontwaardigd reageert dat ze geen vrouw van lichte zeden is die zich op het veld laat nemen, maar dat ze met intimiteit wil wachten tot ze in een deftig bed kunnen liggen (310-364).
Met de vijfhonderd pond zilvergeld die de jongeman had meegenomen leven ze gedurende zeven jaar een rijk onbezorgd leven en ze krijgen twee kinderen. Daarna verpanden ze al hun bezittingen om uiteindelijk te eindigen in bittere armoede (398-418).
Als er dan een hongersnood uitbreekt (419-424) gaat de geliefde ervandoor en laat hij Beatrijs alleen achter met haar kinderen (425-432). Omwille van haar adellijke afkomst is ze te trots om te bedelen. Dit zou binnen de stadsmuren moeten gebeuren, waar ze herkend zou kunnen worden. Daarom verkiest ze om haar lichaam te verkopen, wat meer in het geheim gebeurt, dit wil zeggen buiten de stadswallen (433-466). Na nog eens zeven jaar beseft ze dat prostitutie een grote zonde is. Dit motiveert Beatrijs om haar trots opzij te zetten en toch te gaan bedelen. Door voor een zwerversbestaan te kiezen, hoeft ze zich niet te vernederen binnen haar eigen stad (483-558). Ondanks haar zondige leefwijze blijft Beatrijs Maria trouw door elk dag tot haar te bidden (467-473). In haar gebeden smeekt ze om vergeving van haar grote zonden en verwijst zelfs naar Theophylus een groot zondaar die door Maria gered werd. Zo komt ze in de nabijheid van haar vroegere klooster en vindt er onderdak bij een barmhartige weduwe (559-575).
Beatrijs brandt natuurlijk van nieuwsgierigheid en vraagt de vrouw naar de kosteres die veertien jaar geleden uit het klooster wegvluchtte. De weduwe maakt zich boos en zegt dat de kosteres een voorbeeldige, heilige non is en Beatrijs ontdekt dat haar afwezigheid onopgemerkt is gebleven (576-619).

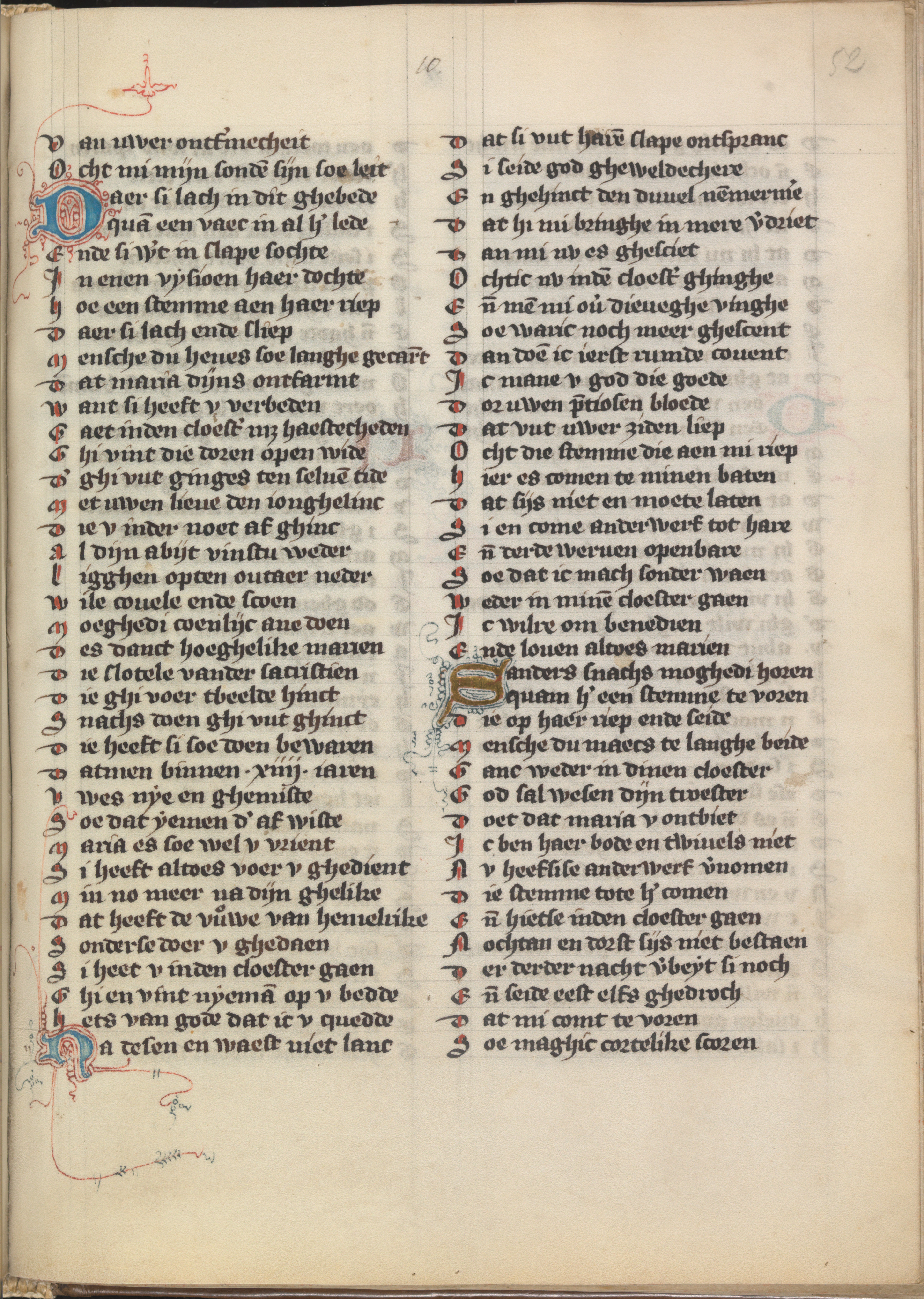
Linksboven, 6e regel: In enen vysioen haer dochte, Hoe een stemme aen haer riep...

Wenend van berouw brengt ze de nacht door en als ze uiteindelijk toch inslaapt wordt ze in een droomvisioen aangemaand haar plaats in het klooster opnieuw in te nemen (620-700).
In enen vysioen haer dochte,
Hoe een stemme aen haer riep,
Daer si lach ende sliep:
Mensche, du heves soe langhe gecarmt,
Dat Maria dijns ontfarmt,
Want si heeft u verbeden.
Gaet inden cloester met haestecheden.
Ghi vint die doren open wide
Daer ghi uut ginges ten selven tide
Met uwen lieve, den ionghelinc,
Die u inder noet af ghinc.
Ze twijfelt of dit werkelijkheid is en vraagt God om bevestiging. Na nog twee visioenen laat ze bij nacht haar kinderen achter bij de weduwe, na ze toegedekt te hebben met haar kleren, en trekt terug naar het klooster waar ze inderdaad de deuren open vindt en haar habijt en sleutels bij het Mariabeeld (700-864).
De weduwe gaat met de kinderen bij de abdis, die haar steun toezegt om voor hun opvoeding te zorgen (865-918). Bij de jaarlijkse visitatie van de abt gaat Beatrijs met haar zonden te biecht, en krijgt ze vergeving. De abt zal haar verhaal doorvertellen, opdat anderen ervan kunnen leren. Hij neemt tevens de zorg voor de kinderen van Beatrijs op zich. Pas wanneer dat gebeurt, wordt zij in het stuk bij naam genoemd (919-1038).
Deze laatste fase met de visitatie van de abt en de biecht van Beatrijs is een toevoeging van de Middelnederlandse auteur. De biecht kwam niet voor in de versie van Caesarius. Ook de kinderen en de weduwe die voor de kinderen zorgde waren vindingen van deze auteur.

## Auteur

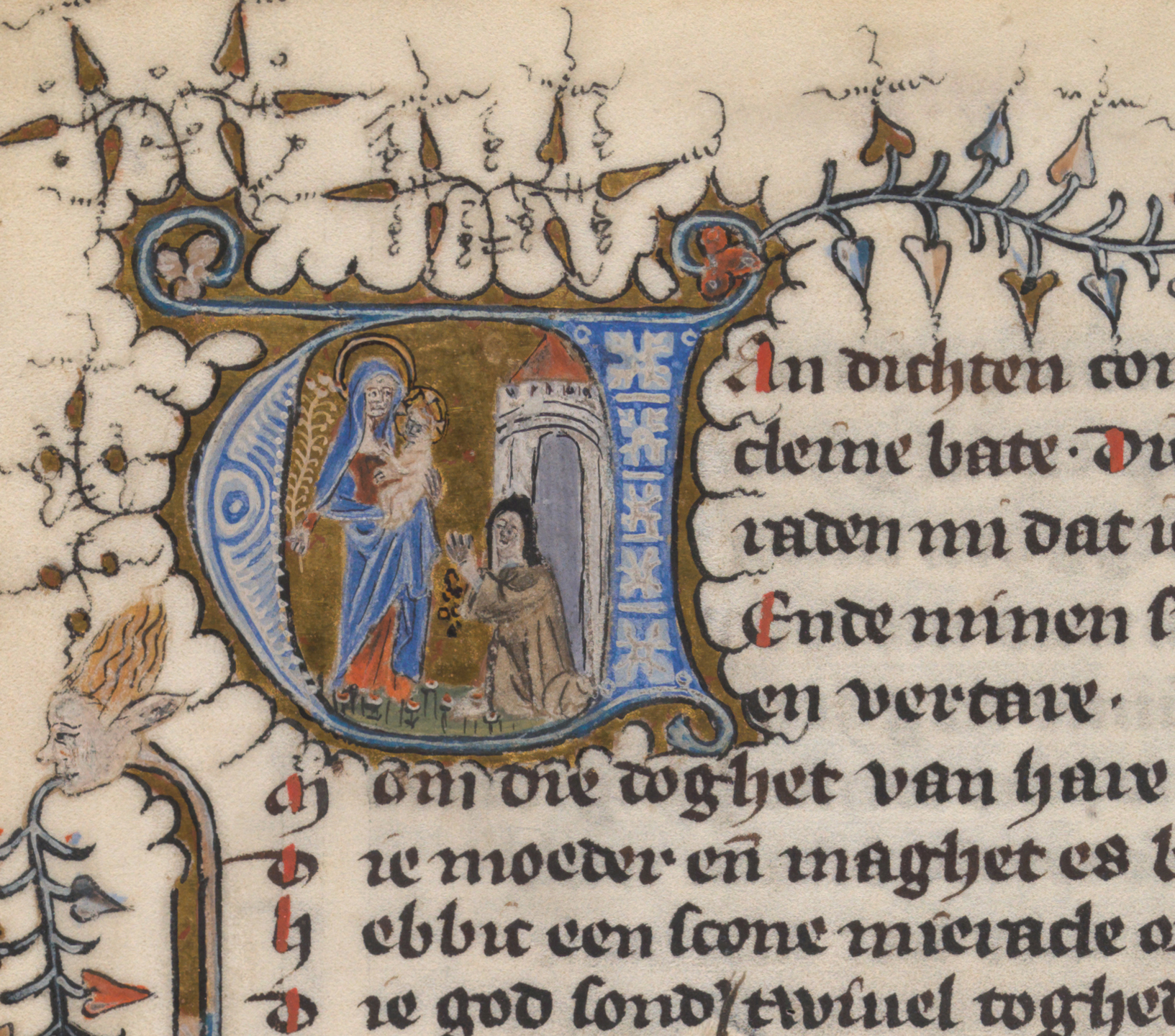

De auteur bleef onbekend. Sommigen menen dat hij een 'spreker' uit het Brabantse was, een professioneel voordrachtskunstenaar die in zijn levensonderhoud voorzag door met zijn verhalen van hof tot hof te trekken. Dit zou blijken uit zijn openingszin Van dichten comt mi cleine bate wat men interpreteert als de typische klacht van de broodschrijver.
De tekst zou ontstaan zijn in de 14e eeuw en er waren waarschijnlijk oudere versies in het Middelnederlands dan de enige die bewaard is gebleven in het Haagse verzamelhandschrift. Het verhaal was duidelijk bedoeld voor een hoofs, adellijk publiek zoals kan afgeleid worden uit verschillende scènes en de houding van Beatrijs. De auteur was volgens Guiette een groot dichter maar ook een bijzonder scherpzinnige waarnemer en psycholoog. Hij neemt ons mee in het verhaal van de kosteres die haar oude leven niet kan vergeten, en van de eerder lichtzinnige amant. Hij twijfelt niet om de scabreuze avonturen van zijn heldin te vertellen maar doet het op een wijze die de lezer met haar laat meeleven en meevoelen, hij lijkt begrip te hebben voor de oprechte passie die haar bewoog dit avontuur te wagen en toont oprecht medelijden met Beatrijs in de ongelukkige fase van haar leven. Hij maakte van het mirakelverhaal een zeer humaan verhaal van de passie, de neergang en de redding van een jonge vrouw. Ook Frits van Oostrom noemt de auteur een echte literator die uit de stof voorhanden in de talloze Mariaverhalen een boeiend levensverhaal wist te componeren. Voor een middeleeuws auteur besteedt hij zeer veel aandacht aan wat in het hoofd van Beatrijs omgaat, haar talloze inwendige gesprekken, gebeden en reacties getuigen van een groot inlevingsvermogen.

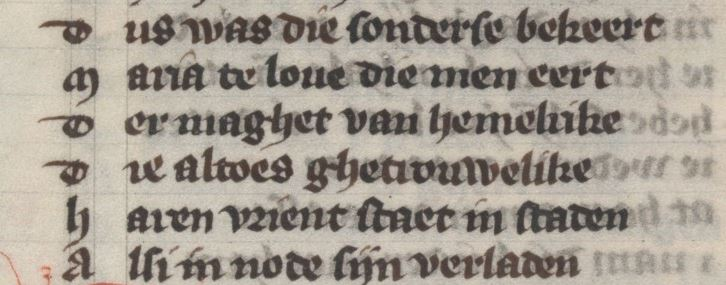
Dus was die sonderse bekeert, Maria te love, die men eert. Section of folium 053r

Volgens Guiette waren er twee auteurs. Het oorspronkelijke gedicht eindigde volgens hem met de verzen 859-864 waar een vroom slot aan het verhaal werd gegeven:
Dus was die sonderse bekeert
Maria te love, die men eert,
Der maghet van hemelrike,
Die altoes ghetrouwelike
Haren vrient staet ein staden,
Alsi in node sijn verladen.
De vraag van een of twee auteurs is sindsdien de academische wereld blijven bezighouden en heeft tot enkele controverses geleid. Tot op heden is er geen algemeen aanvaarde oplossing gevonden.
Voor het aristocratische publiek waarvoor het verhaal origineel bestemd was, had het verhaal hier wel degelijk kunnen eindigen. Beatrijs was terecht, schande voor haar familie was vermeden, voor de kinderen werd gezorgd, en de biecht was voor de mens uit de 14e eeuw eigenlijk vanzelfsprekend. Maar de auteur of zijn opvolger wil het hier niet bij laten en voegt nog 174 verzen toe waarin de biecht centraal staat. In een visioen (932-970) wordt haar duidelijk dat berouw niet genoeg is. De enige uitweg voor vergeving is de biecht. Hierop gaat ze naar de visiterende abt en vertelt hem haar zonden (974-981). Op deze manier wordt ze vergeven en is de moraal van het verhaal duidelijk. De biecht is noodzakelijk voor het zielenheil.
Roland Draux komt in zijn doctoraatsthesis van 2006 op basis van stilistisch en semiotisch onderzoek tot het besluit dat Beatrijs' biecht van dezelfde auteur is en wel degelijk thuis hoort in het verhaal, om dit op een correcte manier af te sluiten.

## Toelichting
In de Beatrijs worden een aantal toestanden en handelingen beschreven, waarvan de betekenis voor de middeleeuwse toehoorder duidelijk was, maar die voor hedendaagse lezers minder vanzelfsprekend zijn. Daarom enkele hiervan op een rijtje.

### De status van Beatrijs en haar geliefde
Beatrijs gedraagt zich zoals men dit van een jonkvrouw van stand mag verwachten. Allerlei details die de dichter opgeeft komen overeen met de voorschriften die Andreas Capellanus opsomt in zijn Tractatus de arte honeste amandi (Verhandeling over de kunst der hoofse minne). Als de dichter vertelt dat ze al een grote liefde koesterde voor de jongeling op haar twaalfde is dit volledig in lijn met de Tractatus. Als Beatrijs zich schaamt wanneer ze in haar hemd haar geliefde ontmoet in de tuin, is dit niet uit preutsheid, maar omdat in een hemd gekleed gaan teken was van vernedering. Een gestrafte edele moest op blote voeten en gekleed met alleen maar een hemd, vergiffenis vragen aan zijn heer en dat wist zij door haar opvoeding.
De scène op de "lieflijke plaats", met zijn zingende vogels en welriekende bloemen op een bosweide, is het typische beeld dat in de hoofse minnelyriek bekendstaat als de ‘locus amoenus’. De minnaar vraagt hier aan Beatrijs om met hem het minnespel te spelen. Hoewel het verzoek niet ongepast is, weigert Beatrijs. Haar reactie komt niet voort uit preutsheid, maar illustreert weerom haar stand, de regel wil dat een dame van stand de liefde niet bedrijft in de open natuur.
Ook het feit dat Beatrijs niet kon spinnen en weven zoals bleek in tijden van nood, geeft haar hogere afkomst aan. Als ze uiteindelijk kiest om als hoer in het levensonderhoud van haar kinderen te voorzien, heeft dat ook met haar afkomst te maken, het alternatief was bedelen en dat was voor haar pas de allergrootste schande. Prostitutie was niet zozeer schande maar wel zonde, daarom kapt zij ermee als ze echt berouw om haar zonden krijgt en dan wel de vernedering van het bedelen ondergaat. Veel van de gedragingen van Beatrijs kunnen verklaard worden uit haar angst voor schande en de drang om ondanks alles haar goede naam niet te schaden.

### Symboliek
Ook de symboliek die voor de middeleeuwer duidelijk was behoeft vandaag misschien een woordje uitleg.
De auteur wil Maria eren en beschrijft dit in vijf regels (4-8). Het getal vijf is voor de middeleeuwers verbonden met Maria vanwege de vijf letters in haar naam. Ook in het handschrift wordt dit benadrukt, doordat de gehistorieerde initiaal het symbool ‘V’ waarmee de tekst begint, overeenkomt met het Romeinse cijfer V (5).
De gelieven treffen zich in de boomgaard onder de egelantier (268). In de middeleeuwse literatuur symboliseert de egelantier als witte roos zowel de hemelse als de aardse liefde, met name de reine liefde van de vrouw. Liefdesscènes in middeleeuwse teksten spelen zich vaak af in een boomgaard (vergier) waarin een egelantier bloeit.
Beatrijs verlaat het klooster in haar witte hemd en van haar minnaar krijgt ze een blauw opperkleed (272): dit is de kleurencombinatie die in de middeleeuwen vaak gebruikt werd voor de kleding van de heilige Maagd. Het blauw, kleur van de hemel is het symbool van Maria de hemelkoningin en het wit verwijst naar de reinheid van de Moeder Maagd. De kleuren blauw en wit hadden ook hun betekenis in de hoofse minne, blauw was dan het symbool van de trouw en wit van de onschuld. De Mariakleuren waarin Beatrijs getooid wordt als ze het klooster verlaat, kunnen dus ook geïnterpreteerd worden als een bruidskleed.
In Bijbelse context heeft het getal 7, dat ook wel het heilige getal heet, de speciale waarde van een ‘grote periode’ meegekregen. Beatrijs’ belevenissen verlopen in cycli van zeven jaren, ze kent zeven vette jaren en daarna zeven magere. Men zou hierin een parallel kunnen zien met de ‘de zeven vette en de zeven magere jaren’ in de Bijbel (Genesis 41:25-31).
Ook het getal 3 mag niet ontbreken, Beatrijs krijgt in een reeks van drie visioenen te horen dat ze haar taak in het klooster opnieuw moet opnemen. Twee visioenen waren niet genoeg: het getal 2 was immers het aardse getal, en hoorde aan de duivel toe; het getal 3 was goddelijk en behoorde bij de Heilige Drie-eenheid. Wanneer ze dus twee visioenen heeft gekregen, is ze nog niet zeker van de goddelijke oorsprong van haar opdracht. Het zou ook de duivel kunnen zijn, die haar om de tuin leidt. Het derde visioen maakt aan alle twijfel een einde en Beatrijs durft terug te gaan naar het klooster.

## Situering binnen de Middelnederlandse literatuur
De Beatrijs is weliswaar gebaseerd op een Marialegende maar wijkt duidelijk af van de waarschijnlijke bron, het exempel van Caesarius. De auteur wou duidelijk een 'ghedichte' schrijven. Als hij al op het einde een morele boodschap wil brengen, dan is zijn verhaal toch veel meer dan een zondagse preek. Zijn Beatrijs is geen zwak nonnetje dat zich door de eerste de beste laat verleiden, maar een bewuste vrouw met gespannen en dikwijls tegenstrijdige gevoelens, het is een vrouw van vlees en bloed die door de auteur wordt neergezet. Het is pas na een langdurige interne tweestrijd dat ze haar vroegere geliefde uitnodigt om met hem een nieuw leven te beginnen, omdat zich tegen de liefde verzetten toch onmogelijk blijkt. Hel en duivel komen er niet aan te pas, het is gewoon menselijk. Hij heeft het exempel omgevormd tot een gedicht dat een zeer menselijk verhaal vertelt in een prachtige taal. Hij speelt ook meesterlijk met die taal, zijn mooie vertelverzen klinken heel natuurlijk. De manier waarop de personages zich uitdrukken past bij hun stand en karakter en is waarachtig. De uitval van de weduwe als Beatrijs de levenswandel van de kosteres in vraag stelt is levensecht. Maar ook de geaffecteerde toon en het woordgebruik van Beatrijs als ze voor het eerst terug haar geliefde spreekt door het fensterkijn hoort bij haar opvoeding en haar stand.
De Middelnederlandse Beatrijs is dus duidelijk meer dan een Marialegende, het is een bijzonder goed geschreven verhaal in dichtvorm over het leven van de kwetsbare mens die dankzij zijn vast geloof in de Moeder Gods van de schande en ondergang gered wordt.

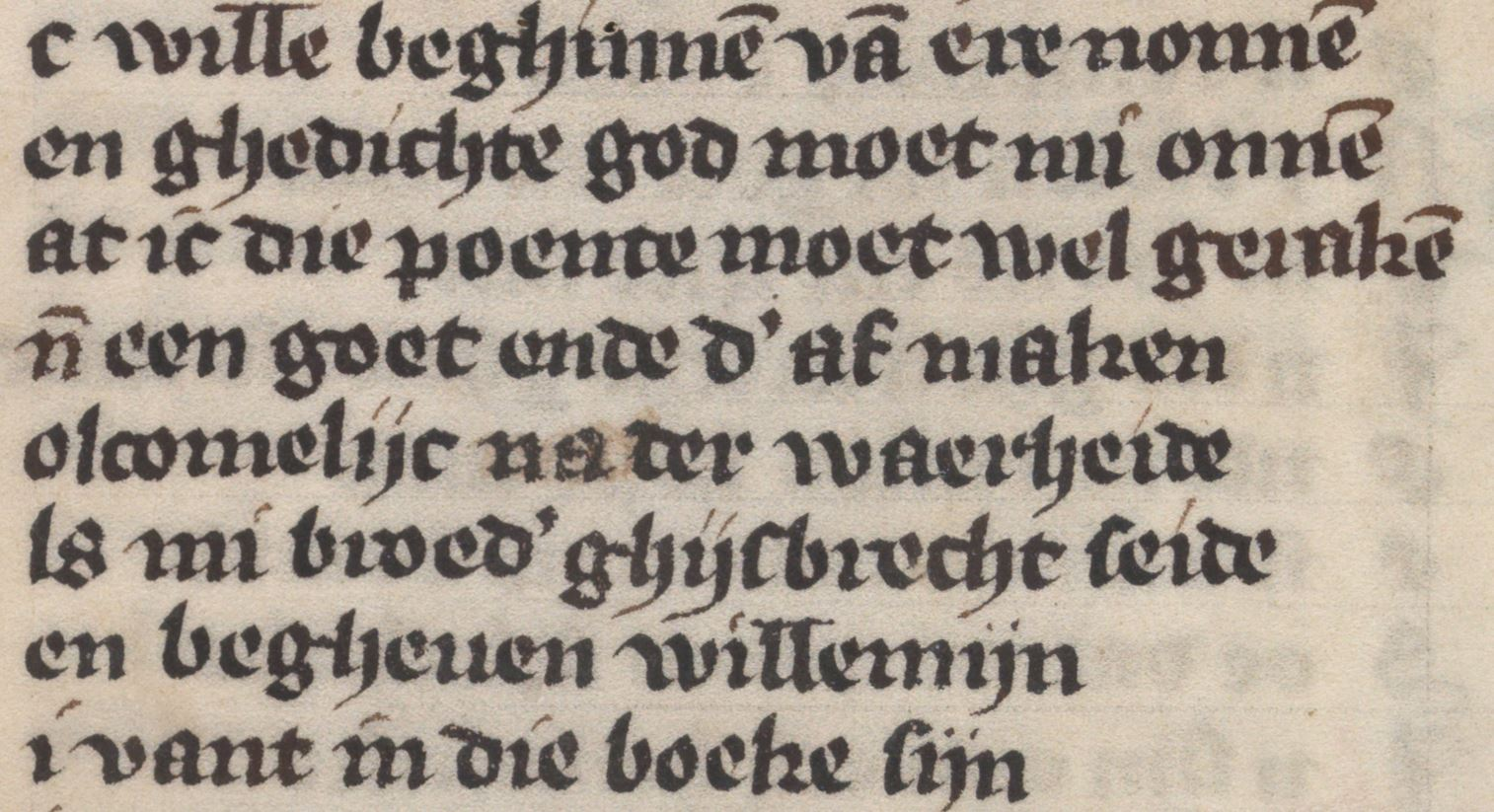
Ic wille beghinnen van ere nonnen, Een ghedichte. God moet mi onnen.... Sectie van folium 047v

Het werk is in alle opzichten wel een typisch middeleeuws product. Het is niet origineel, maar gebaseerd op een voorgaand verhaal, wat de schrijver trouwens in zijn proloog zelf zegt:
Ic wille beghinnen van ere nonnen
Een ghedichte. God moet mi onnen
Dat ic die poente moet wel geraken
Ende een goet ende daer af maken
Volcomelijc na der waerheide
Als mi broeder Ghijsbrecht seide,
Een begheven willemijn.
Hi vant in die boeke sijn;
Hij vond het niet belangrijk om het auteurschap voor zijn zeer originele en literair hoogstaande navertelling op te eisen, een geloofwaardige auteur opvoeren leek voor hem belangrijker. Ondanks de broeder Ghijsbrecht die vermeld wordt is er een duidelijke afhankelijkheid van de verhalen van Caesarius. Maar middeleeuwse dichters maalden daar niet om, ze hadden geen behoefte om hun eigen diepzinnige zielenroerselen aan het perkament toe te vertrouwen, maar zijn best tevreden met een goed basisverhaal, dat ze naar eigen inzicht en kunnen navertellen.
Voor W.J.A. Jonckbloet in 1841 het werk uitgaf, was de tekst nog afgedaan als de zoveelste mirakelgeschiedenis, daarna werd het een van de meest gewaardeerde en meest besproken teksten uit de 14e eeuw. Dat het verhaal, in de huidige context van ontkerstening, zelfs bij de katholieken oubollig en achterhaald overkomt, hoeft geen betoog. En toch bleek het in 2011 nog mogelijk om meer dan honderd kenners en vertalers uit negentien verschillende taalgebieden voor een congres bijeen te brengen om zich gedurende twee dagen en met vierendertig lezingen te buigen over het thema 'Beatrijs de wereld in'. Beatrijs leeft dus nog altijd voort.

## Hertaling
Er zijn sedert 1841, volgens de inventaris van Remco Sleiderink, zesenveertig hertalingen of bewerkingen van de Beatrijslegende in het Nederlands uitgegeven. De lijst kan men vinden in de sectie weblinks. Men kan er zeer recente tot oudere werken vinden en zowel hertalingen in dichtvorm als in proza. Een groot aantal werken kan men via het internet raadplegen. Hierbij vindt men de lijst van de uitgaven vanaf 1980 volgens de inventaris van Remco Sleiderink.
- 2012, Ingrid Biesheuvel, In: Ingrid Biesheuvel (vert.), Middeleeuwse verhalen uit de Lage Landen, Athenaeum-Polak & Van Gennep, Amsterdam 2008, p. 140-158 en p. 229-234.[27]
- 2007, Anke Passenier, Beatrijs. Het middeleeuwse verhaal van de verliefde non, Uitgeverij Boekenbent, Barneveld.[28]
- 1995, Willem Wilmink, Beatrijs. Een middeleeuws Maria-mirakel. Amsterdam: Prometheus.[29]
- 1988, H. Adema, Beatrijs. Tekst en vertaling. Taal & Teken, Leeuwarden 1988 (derde druk).[30]
- 1980, Karel Jonckheere, (ed.), Beatrijs. Elsevier Manteau, Antwerpen / Amsterdam.[31]

Een bewerking die in Nederland furore maakte was die van P.C. Boutens uit 1907: Beatrijs in de XXe eeuw. Men moet hier wel degelijk van een herwerking spreken want de herberijming van Boutens telde slechts 380 regels. Boutens maakt komaf met de kinderen, de weduwe en de biecht en op het einde van zijn verhaal laat hij een oude man naar het klooster van Beatrijs komen met de vraag om naast Beatrijs begraven te worden. Hij vertelt dan aan de zusters het verhaal van de twee geliefden. De versie van Boutens was een succes en kende tijdens zijn leven 35 drukken en nog 20 nadien. Zijn werk werd bijzonder populair in het voordrachtcircuit, waarvoor het door zijn beperkte lengte uitermate geschikt was. Een van de personen die het gedicht voordroeg voor de club van de Leidse meisjesstudenten was prinses Juliana.
In 1937 werd er bij uitgeverij A.A.M. Stols een uitgave gedaan van Beatrijs, verlucht met houtsnedes van Victor Stuyvaert, waarbij de tekst werd aangepast om het geheel meer leesbaar te maken. Gezet in de Lutetia, de oplage was 25 genummerde exemplaren. Bij deze uitgave werd uitgegaan van de oorspronkelijke tekst, maar de spelling en de interpunctie was wel aangepast. Reden waarom Menno ter Braak in Het Vaderland opmerkte, dat Stols op twee gedachten hinkte: Stols had de oorspronkelijke spelling moeten handhaven, of tot een algemene vereenvoudiging dienen over te gaan, en geen tussenweg moeten kiezen. Deze uitgave ontbreekt in het inventaris van Sleiderink.

## Weekblad
Beatrijs was ook de naam van een katholiek weekblad voor vrouwen, uitgegeven door Uitgeverij en Drukkerij De Spaarnestad, waarvan in 1939 het eerste nummer verscheen. In 1967 ging het katholieke Beatrijs op in Libelle, het damesblad dat door dezelfde uitgeverij op de markt werd gebracht. Dat het verschil tussen beide tijdschriften niet zozeer in confessionele rubrieken lag kan men bekijken op twee merkwaardige foto's op de website van het persmuseum.

## Beschrijving van het handschrift
het handschrift bestaat uit 80 perkamenten folia van 257 × 190 mm. Het is geschreven in 2 kolommen met 37 regels per blad. Het tekstblok meet 185 bij 150 mm. Het werd waarschijnlijk gemaakt in de omgeving van Brussel en wordt nu bewaard in de Koninklijke Bibliotheek van Nederland in Den Haag met signatuur 76 E 5. Het is ingebonden in een bruine leren band uit 1993.
Het manuscript bevat de volgende teksten:
- fol. Iv: paastabel
- fol. 1r-46v: Die Dietsche doctrinale / Jan van Boendale (ca. 1280-1351)]
- fol. 47v-54v: Beatrijs
- fol. 54v: Ave Maria, Pater noster en Credo uit Der leken spieghel van Jan van Boendale (ca. 1280-1351)
- fol. 54v-57r: catechetische teksten, o.a. over de tien geboden, over de zeven sacramenten, en over de zeven werken van barmhartigheid (excerpten uit Jan van Ruusbroec (ca. 1293-1381))
- fol. 57v-61r: de aflaten van de zeven kerken van Rome
- fol. 61v-76r: Heimelicheit der heimelicheden / Jacob van Maerlant (ca. 1235-1300)